# In eisige Höhen – Sterben am Mount Everest
In eisige Höhen – Sterben am Mount Everest ist ein US-amerikanischer Fernsehfilm aus dem Jahr 1997. Er basiert auf dem Tatsachenbericht In eisige Höhen von Jon Krakauer und befasst sich mit dem Unglück am Mount Everest im Jahr 1996, bei dem acht Bergsteiger ums Leben kamen.

## Handlung
Der amerikanische Autor Jon Krakauer schließt sich im Frühjahr 1996 dem Expeditionsteam des Höhenbergsteigers Rob Hall an, um an einer Besteigung des Mount Everest teilzunehmen und über diese zu berichten. Hall will gegen eine Bezahlung von bis zu 65.000 US-Dollar pro Person eine Gruppe mehr oder weniger erfahrener Bergsteiger auf den höchsten Punkt der Welt bringen.
Schon im Basislager wird Krakauer skeptisch: Es tummeln sich etliche, gleichfalls zum Teil offenbar nicht sonderlich erfahrene Bergsteiger dort. Da es aufgrund der vielen Expeditionen zu einem regelrechten Stau am Berg kommen könnte, schließen sich die Teams von Rob Hall und dem ebenfalls kommerziell arbeitenden Expeditionsleiter Scott Fischer zusammen, um ihr Vorgehen koordinieren zu können.
In mehreren Etappen machen sich die Gruppen auf den Weg in das letzte Höhenlager vor dem Gipfel. Hall gibt an die Mitglieder seiner Expedition die strikte Direktive aus, dass jeder Einzelne um 14.00 Uhr den Abstieg anzutreten habe, gleichgültig, wo er sich am Berg befinde. Anderenfalls könne man in die lebensgefährliche Situation geraten, die Nacht am Mount Everest im Freien verbringen zu müssen.
Die Teams beginnen den letzten Abschnitt des Aufstiegs mitten in der Nacht. Krakauer schafft es auf den Gipfel, doch es zeigten sich bereits schwerwiegende Probleme: So konnten zum Beispiel begleitende Sherpas an entscheidender Stelle, dem Hillary Step, die erforderlichen Fixseile nicht wie geplant anbringen, da sie mit der Betreuung der Expeditionsteilnehmer ausgelastet waren. Beim Abstieg begegnet Krakauer Hall, der mit einem Kunden noch im Aufstieg ist; es ist allerdings bereits 14.45 Uhr. Überdies schlägt das Wetter um und ein Sturm zieht auf. Auch Fischer und Teile seines Teams steigen weiter auf.
Im umschlagenden Wetter gelingt es Krakauer und einigen anderen, in das letzte Höhenlager abzusteigen. Doch aufgrund der fortgeschrittenen Zeit – es ist inzwischen Nacht – und des Sturms sitzen mehrere Bergsteiger am Berg fest. Einer kleinen Gruppe um den Bergführer Anatoli Bukrejew gelingt es in der Nacht zwar noch, einige zu retten, aber Hall, Fischer und sechs weitere Bergsteiger erfrieren oder stürzen ab.

## Kritiken
TV Spielfilm beschrieb das TV-Bergsteigerdrama als „kompetente[n], emotionale[n] Fernsehfilm“ nach Krakauers Tatsachenbestseller und „imposante Chronik einer Bergtragödie“.

„Eine simple Geschichte mit oberflächlichen Dialogen und blasser Regie, die nur Plattitüden zu Tage fördert und deren aufdringliche Musik das Maß des Erträglichen überschreitet. Wirklich Interessierten seien die literarischen Versionen der Katastrophe empfohlen.“